# Scuola degli ultramontani
La scuola degli ultramontani indica un gruppo di giuristi attivo in Francia nel XII secolo.

## Storia
Nella Francia centro-meridionale a causa della presenza di Visigoti e Burgundi, era già presente una forma di diritto scritto di matrice romano-barbarica. 
I cosiddetti ultramontani (termine a volte usato in senso dispregiativo che significa "al di là delle montagne", ovvero le Alpi) si vennero a distaccare dalla scuola dei commentatori italiana (mos italicus), questi ultimi ancorati all'ossequio del testo scritto (il Corpus Iuris), fino a creare una corrente di pensiero di maggiore libertà di interpretazione dei testi giustinianei. 
In particolare nell'università di Orléans si venne a sviluppare questa corrente parallela e, in qualche modo, contrastante, che darà poi vita, in età moderna, sotto la spinta di Napoleone Bonaparte e di altri fattori storico-culturali (tra i quali la stessa rivoluzione francese), al Codice Civile Francese.